# Dirtelo, non dirtelo/Ma chi sei
Dirtelo, non dirtelo/Ma chi sei è un singolo di Loretta Goggi, pubblicato in Italia nel 1975.

## Descrizione
Il singolo raggiunge la sedicesima posizione dei singoli più venduti e, pur non entrando in Top ten, diventa un successo.
Viene presentato per la prima volta come brano di punta dello sceneggiato televisivo Dal primo momento che ti ho visto, che vede la soubrette protagonista accanto a Massimo Ranieri e in alcune trasmissioni televisive, come Adesso Musica e Un colpo di fortuna..
Il lato B del disco contiene Ma chi sei, cover italiana di Lady Bump, brano disco di Penny McLean, ex leader delle Silver Convention, riadattato nel testo da Castellano e Pipolo.

## Tracce
Lato A
1. Dirtelo, non dirtelo – 3:39 (Giancarlo Bigazzi-Totò Savio)

Lato B
1. Ma chi sei – 4:03 (Sylvester Levay - S. Pragher - Castellano e Pipolo)